# EuroVelo 12
L’EuroVelo 12 (EV 12), detta anche «il circuito del Mare del Nord», è una pista ciclabile parte della rete del programma europeo EuroVelo. Lunga 5.932 chilometri, unisce i paesi che si affacciano sul mare del Nord.